# Unie pro lidové hnutí
Unie pro lidové hnutí (francouzsky Union pour un Mouvement Populaire, zkratka UMP, někdy překládáno jako Svaz pro lidové hnutí) byla francouzská pravicová strana, která existovala v letech 2002 až 2015, kdy se jejím přímým nástupcem stala strana Les Républicains.
Strana byla členem Evropské lidové strany, Mezinárodní demokratické unie a Centristické demokratické internacionály.

## Historie
Strana vznikla 17. listopadu 2002 při prezidentských volbách pod názvem Union pour la majorité présidentielle (Unie pro prezidentskou většinu) jako pokus o sjednocení gaullistické, liberální a křesťanskodemokratické pravice.
Strana byla rozpuštěna 30. května 2015.

## Volební výsledky

### Výsledky ve volbách do Národního shromáždění
| Volby | I. kolo     | I. kolo   | II. kolo    | II. kolo  | Počet mandátů |
| Volby | Počet hlasů | Hlasy v % | Počet hlasů | Hlasy v % | Počet mandátů |
| ----- | ----------- | --------- | ----------- | --------- | ------------- |
| 2002  | 8 408 023   | 33,30 %   | 10 026 669  | 47,26 %   | 357           |
| 2007  | 10 289 737  | 39,54 %   | 9 460 710   | 46,37 %   | 313           |
| 2012  | 7 037 268   | 27,12 %   | 8 740 625   | 34,49 %   | 199           |

### Výsledky v prezidentských volbách
| Volby | Kandidát        | I. kolo     | I. kolo   | II. kolo    | II. kolo  | Výsledek           |
| Volby | Kandidát        | Počet hlasů | Hlasy v % | Počet hlasů | Hlasy v % | Výsledek           |
| ----- | --------------- | ----------- | --------- | ----------- | --------- | ------------------ |
| 2002  | Jacques Chirac  | 5 666 021   | 19,88 %   | 25 537 894  | 82,21 %   | Zvolen prezidentem |
| 2007  | Nicolas Sarkozy | 11 448 663  | 31,18 %   | 18 983 138  | 53,06 %   | Zvolen prezidentem |
| 2012  | Nicolas Sarkozy | 9 753 629   | 27,18 %   | 16 860 685  | 48,36 %   | Nezvolen           |

### Výsledky ve volbách do Evropského parlamentu
| Volby | Počet hlasů | Podíl hlasů | Počet mandátů |
| ----- | ----------- | ----------- | ------------- |
| 2004  | 2 856 368   | 16,6 %      | 17            |
| 2009  | 4 799 908   | 27,88 %     | 29            |
| 2014  | 3 942 766   | 20,80 %     | 20            |

## Vedení

### Předsedové
- Alain Juppé (2002–2004)
- Nicolas Sarkozy (2004–2007)
- kolektivní vedení[p 1] (2007–2012)
- Jean-François Copé (2012–2014)
- François Fillon, Alain Juppé a Jean-Pierre Raffarin (2014)
- Nicolas Sarkozy (2014–2015)

### Místopředsedové
- Jean-Claude Gaudin (2002–2007)
- Jean-Claude Gaudin, Pierre Méhaignerie a Jean-Pierre Raffarin (2007–2012)
- Luc Chatel (2012–2014), s nímž spolupracovali
  - Laurent Wauquiez, Jean-Claude Gaudin, Christian Estrosi, Brice Hortefeux, Roger Karoutchi, Gérard Longuet, Henri de Raincourt, Hubert Falco, Rachida Dati, Hervé Gaymard, Christian Kert, Jean-François Lamour, Jean-Paul Fournier, Jean-Pierre Audy, Guillaume Peltier, Jean Leonetti, Thierry Mariani, Patrick Ollier a Bernard Perrut (leden 2013–květen 2015)

### Generální tajemníci
- Philippe Douste-Blazy (2002–2004)
- Pierre Méhaignerie (2004–2007)
- Patrick Devedjian (2007–2008)
- Xavier Bertrand (2009–2010)
- Jean-François Copé (2010–2012)
- Michèle Tabarotová (2012–2014)
- Valérie Pécresseová (2013–2014)
- Luc Chatel (2014)
- Laurent Wauquiez (2014–2015)